# Distaplia kerguelense
Distaplia kerguelense is een zakpijpensoort uit de familie van de Holozoidae. De wetenschappelijke naam van de soort werd in 1970 voor het eerst geldig gepubliceerd door Françoise Monniot.